# Eacles
Eacles — род чешуекрылых из подсемейства Ceratocampinae в составе семейства павлиноглазок. Место обитания: лиственные и вечнозелёные леса.

## Описание
Крупные бабочки с большими широкими крыльями. Передние крылья с вытянутыми вершинами у самцов. Тело вальковатое, густо опушенное волосками. Ротовые органы редуцированные: хоботок недоразвит или отсутствует; губные щупики хорошо развитые. Сумеречные и ночные бабочки, самцы более активны, чем самки. Размах крыльев: 8- 17 см.

## Развитие
Самки откладывают яйца в сумерках по отдельности или в группах по 2- 5 яиц на нижней и верхней поверхности листа. Гусеницы вылупляются из яиц примерно через 2 недели. Окукливание происходит под землёй.

## Систематика
В состав рода входят:
- Eacles adoxa (Jordan, 1910) — Эквадор
- Eacles barnesi (Schaus, 1905) — Французская Гвинея, Бразилия и Перу
- Eacles callopteris (Rothschild, 1907) — Эквадор
- Eacles imperialis (Drury, 1773) — США
- Eacles magnifica (Walker, 1855) — Мексика, Гватемала, Никарагуа, Панама, Бразилия, Аргентина и Парагвай
- Eacles masoni (Schaus, 1896) — Мексика, Центральная Америка, Эквадор
- Eacles ormondei (Schaus, 1889) — Эквадор, Мексика
- Eacles oslari (Rothschild, 1907) — США и Мексика
- Eacles penelope (Cramer, 1775) — Эквадор